# A Força do Amor (telenovela)
A Força do Amor é uma telenovela brasileira produzida e exibida pelo SBT entre 31 de maio e 31 de maio e 13 de agosto de 1982, em 64 capítulos, às 19h, substituindo Destino e sendo substituída por A Leoa. Baseada na mexicana Mañana será otro día, de Marissa Garrido, foi escrita por Raymundo López, sob direção de Renato Petrauskas e direção geral de Waldemar de Moraes.
Conta com Angelina Muniz, Paulo Castelli, Suzy Camacho, Percy Aires, Yara Lins, Roberto Orozco, Elizabeth Hartmann e Lia de Aguiar nos papéis principais.

## Enredo
Letícia é moça bela e arrogante, filha de um rico fazendeiro, que sempre odiou o ambiente rural e os peões que ela chama de "caipiras", motivo pelo qual despreza os sentimentos do José Antônio, um rapaz que ama o campo. Ele é filho de Álvaro, um ex-empregado da fazenda que trabalhou duro para enriquecer. Letícia é amiga de Hilda, uma orfã pobre e bondosa, que sonha em ser bailarina clássica, porém quando a moça se apaixona por José Antônio, a herdeira passa a inferniza-la para ter o rapaz de volta aos seus pés.

## Elenco
| Ator               | Personagem                 |
| ------------------ | -------------------------- |
| Angelina Muniz     | Hilda                      |
| Paulo Castelli     | José Antonio Álvares       |
| Suzy Camacho       | Letícia Torres de Miranda  |
| Percy Aires        | Alfredo Torres de Miranda  |
| Yara Lins          | Amália Torres de Miranda   |
| Elisabeth Hartmann | Sofia Álvares              |
| Roberto Orozco     | Álvaro Álvares             |
| Lia de Aguiar      | Jovita Torres de Miranda   |
| Annamaria Dias     | Gabriela Torres de Miranda |
| Floriza Rossi      | Cândida                    |
| Gilberto Sálvio    | Apolinário                 |
| Alberto Sálvio     | Padre Leopoldo             |

## Reprises
Foi reprisada pela primeira vez entre 22 de agosto a 18 de novembro de 1983 em 65 Capítulos, às 13h45 e sendo substituída por Sombras do Passado.
Foi reprisada pela segunda vez entre 9 de julho a 14 de setembro de 1990, às 18h00 e sendo substituída por A Leoa.

## Trilha sonora
1. A força do amor - Adriano
2. Não me Deixe -Jane e Herondy
3. Rota 101 - Herb Alpert
4. Latin Medley  (Frenesi, Bahia, Moliendo café, Porompompero) - Herb Alpert
5. Renascer - instrumental
6. Song for Anna - Paul Mauriat (instrumental)